# Zaporojeț, Sînelnîkove
Zaporojeț (în ucraineană Запорожець) este un sat în comuna Novohnide din raionul Sînelnîkove, regiunea Dnipropetrovsk, Ucraina.

## Demografie
Componența lingvistică a localității Zaporojeț
     Ucraineană (97,73%)
     Rusă (2,27%)
Conform recensământului din 2001, majoritatea populației localității Zaporojeț era vorbitoare de ucraineană (97,73%), existând în minoritate și vorbitori de rusă (2,27%).